# Szodemuni börtön
A szodemuni börtön (hangulː 서대문형무소역사관, handzsaː 西大門刑務所歷史觀) Szöul egyik büntetés-végrehajtási intézménye volt, ahol a japán megszállás alatt koreai hazafikat tartottak fogva. 1992 óta múzeumként működik.

## Története
Az intézményt 1908-ban építették ötszáz fogoly befogadására. A Japán-ellenes tiltakozások csúcsán, 1919-ben 3500 embert zsúfoltak össze falai között. A második világháború után a Dél-Koreát irányító különböző diktatórikus rezsimek is előszeretettel zárták be az intézménybe politikai ellenlábasaikat, a demokráciapárti aktivistákat. Kilencven koreairól tudnak, aki az intézmény falai között halt meg. A becslések szerint azonban 300 és 600 között van azok száma, akiket halálra kínoztak, kivégeztek, vagy alultápláltságban, betegségek következtében vesztették életüket.
A kivégzettek között volt Rju Gvanszun egyetemi hallgató, aki az úgynevezett március 1-jei megmozdulások egyik szervezője volt Dél-Cshungcshong (Chungcheong) tartományban. A lány kevéssel 18. születésnapja után halt meg a börtönben elszenvedett kínvallatások hatására 1920. szeptember 28-án. Az első fogoly, akit 1908. szeptember 27-én kivégeztek a létesítményben, Ho Ü, a japánellenes népfelkelő csapatok tábornoka volt.
A börtönt 1987-ben zárták be, majd 1992-ben múzeumként nyitották újra. Megtekinthetők benne az egykori cellák, cellasorok, a kihallgatásra és kínvallatásra szolgáló helyiségek, valamint a börtönudvarban álló, legyező formájú, a levegőző rabokat egymástól téglafalakkal elválasztó építmény is. A létesítmény egyik szélén áll a kivégzésekre szolgáló épület, amelyet 1923-ban emeltek, és ahonnan egy rejtett alagúton vitték ki a holttesteket.

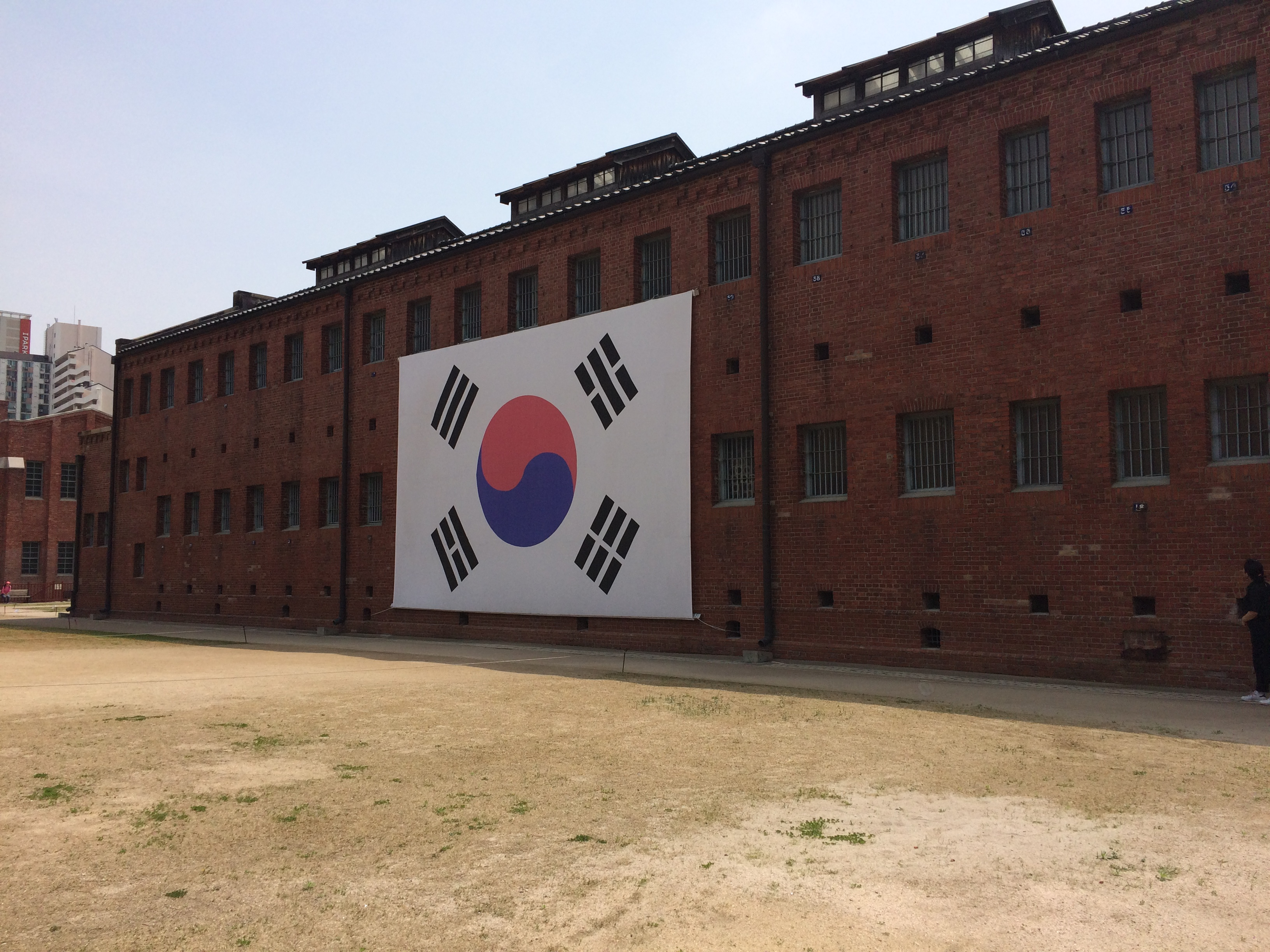
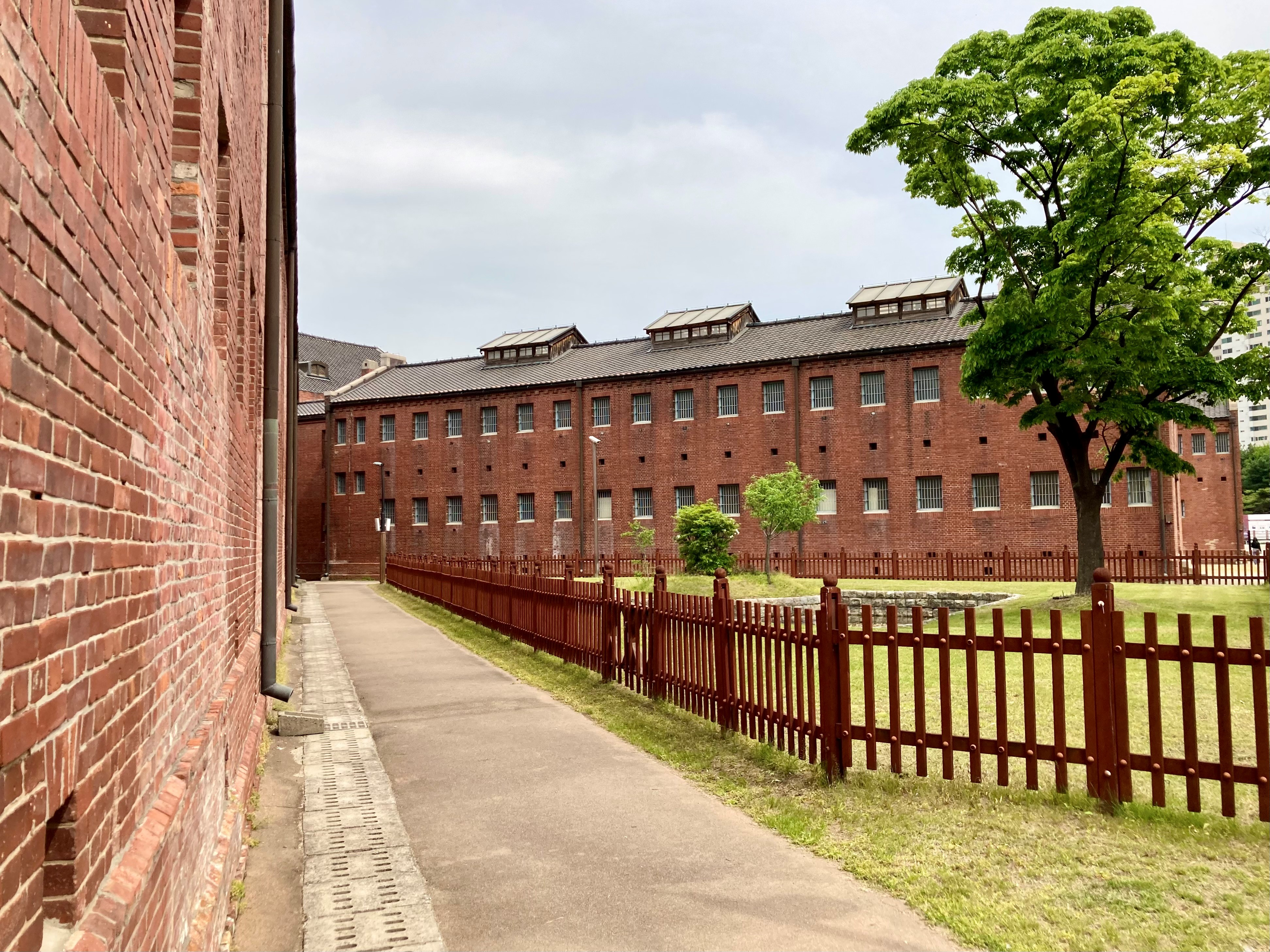
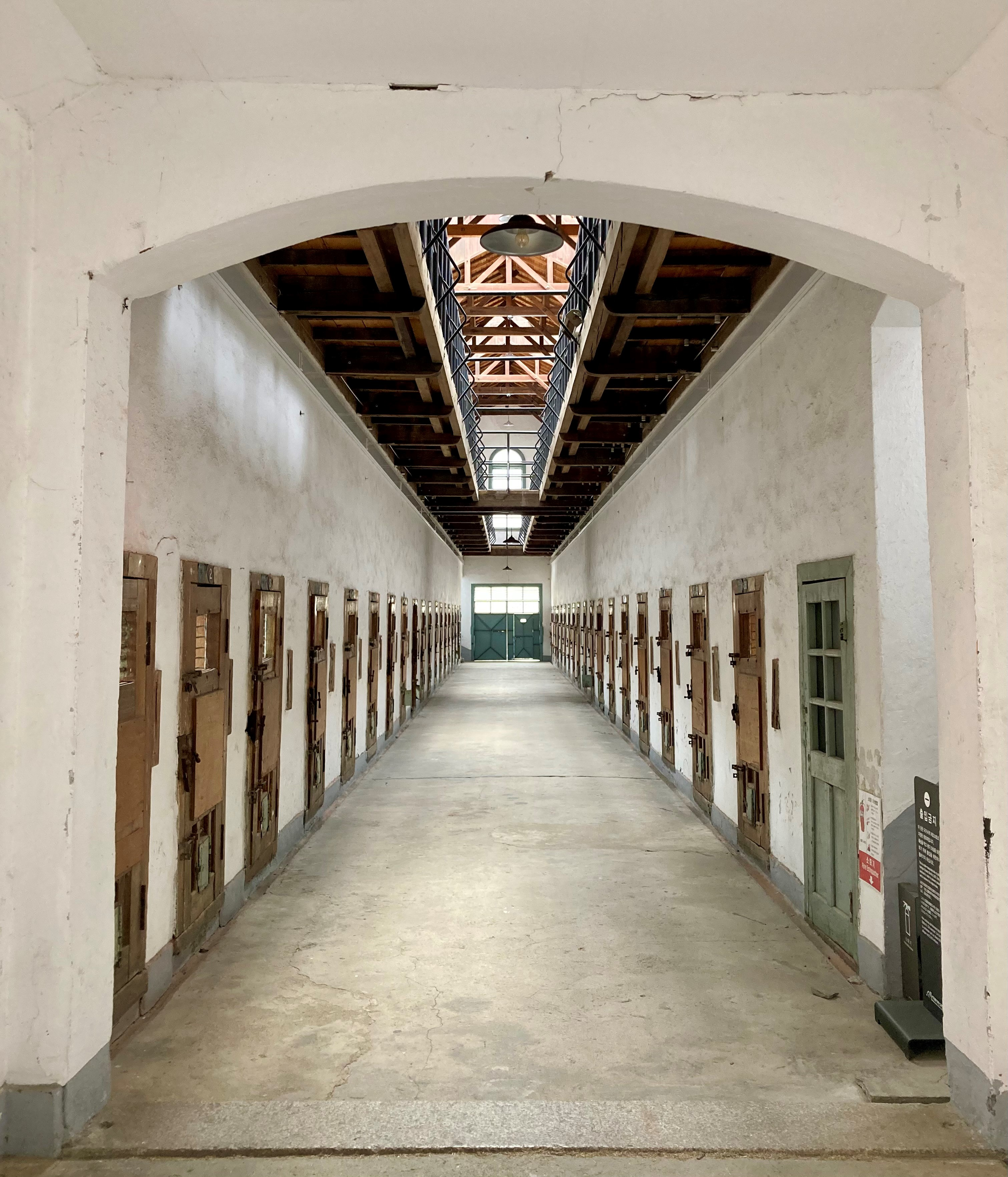
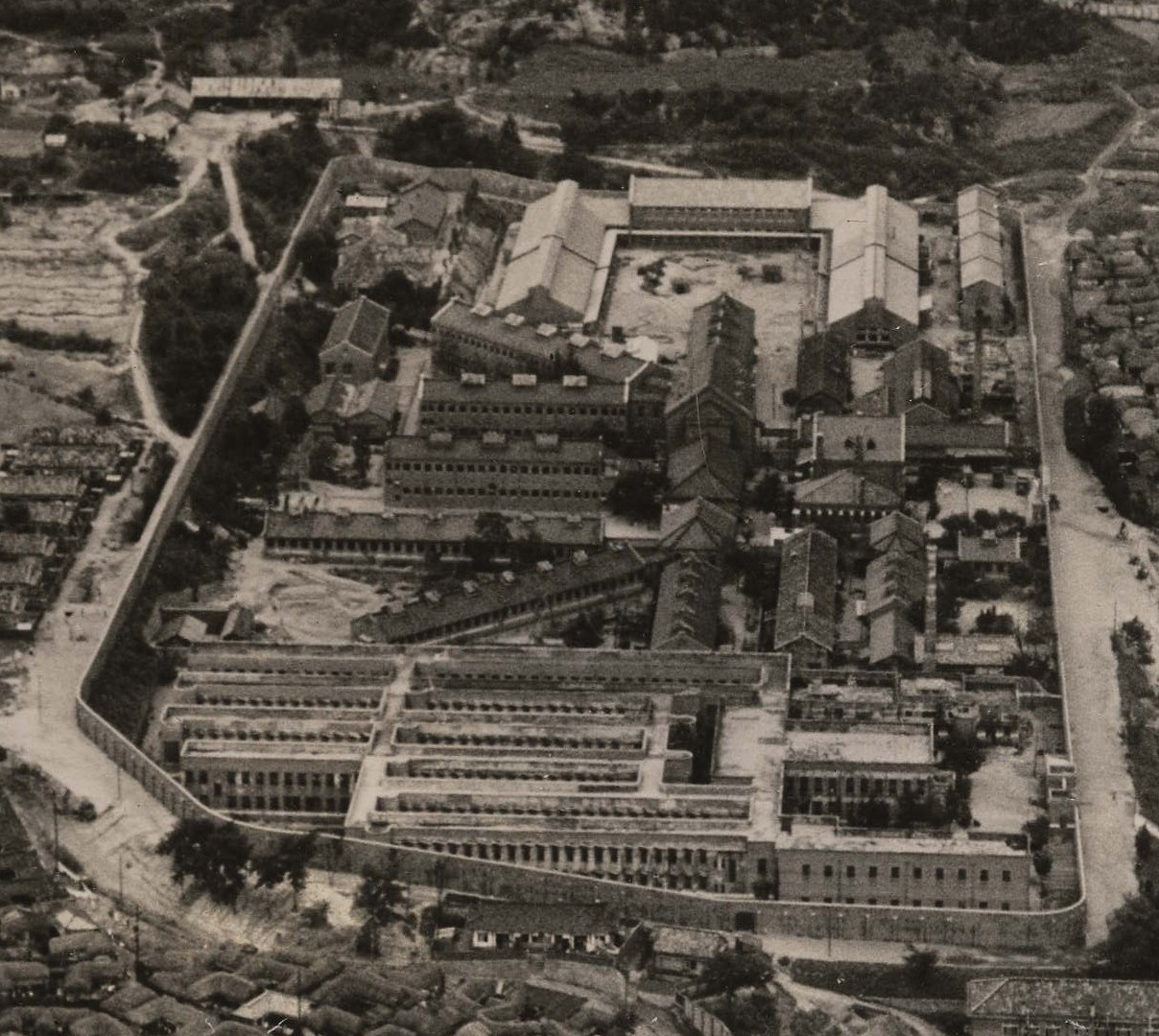
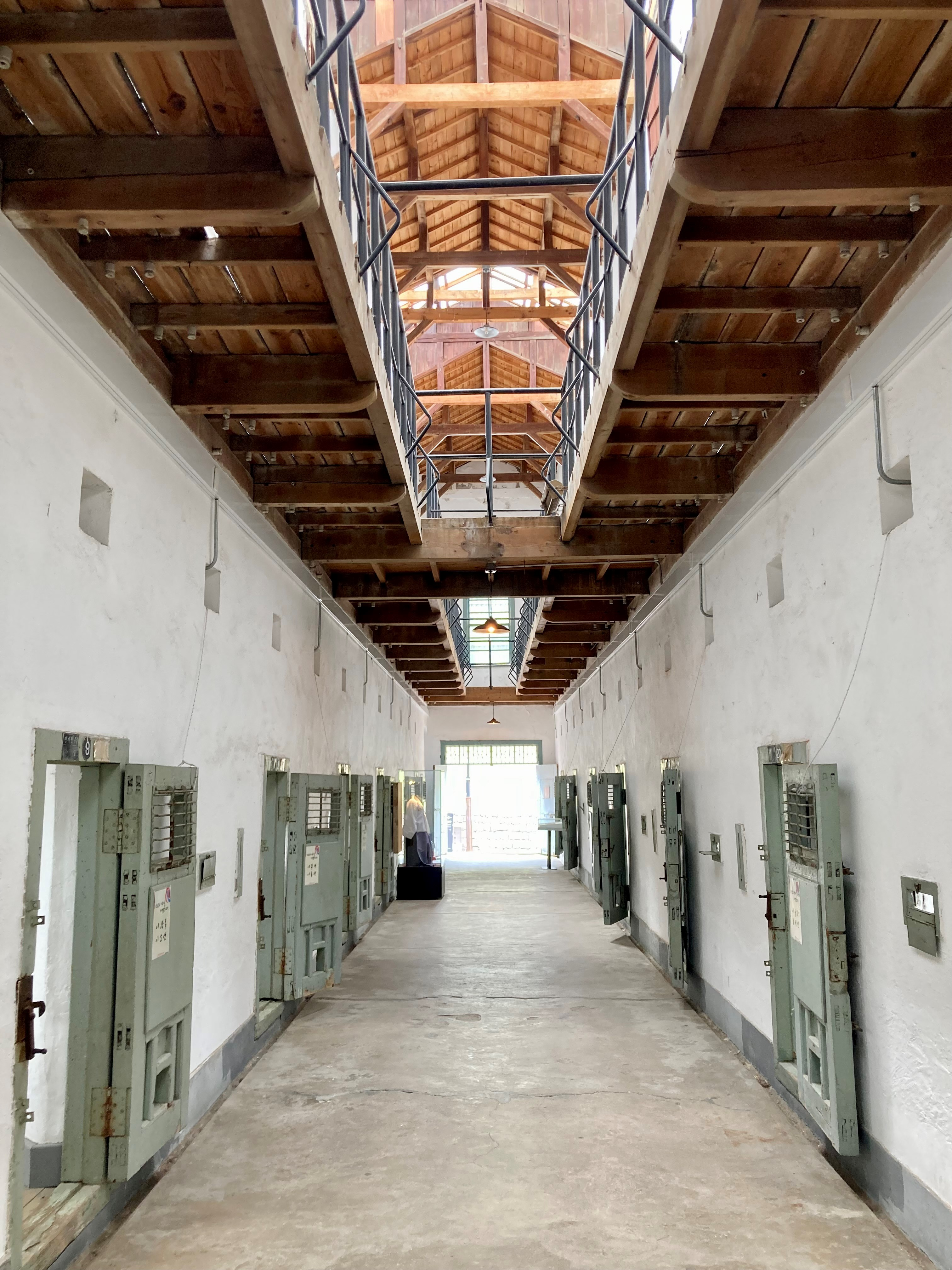
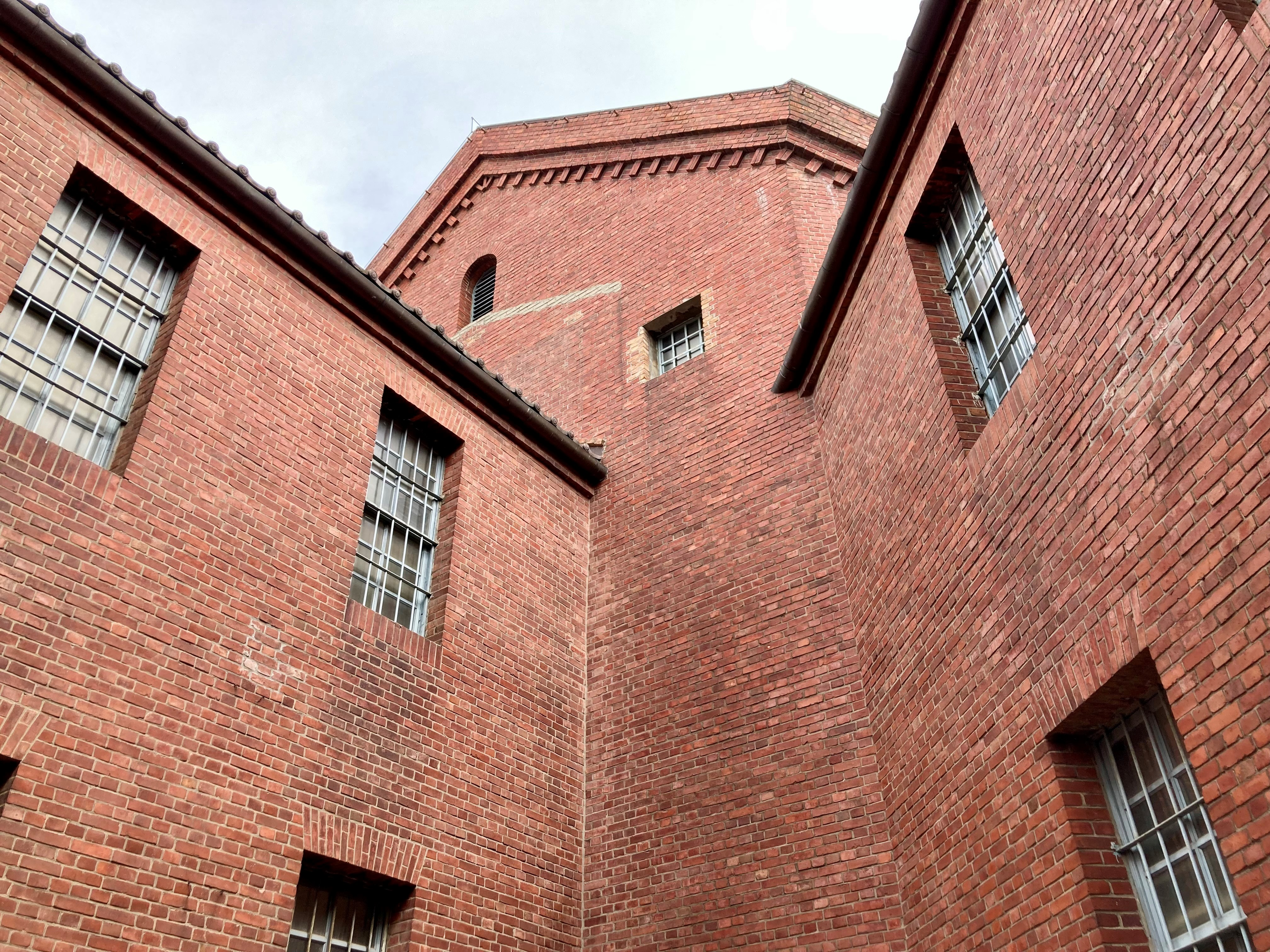